# Массфолловинг
Массфолловинг (от англ. follower в значении "подписчик") — направление интернет-маркетинга, относящееся к продвижению в социальных сетях.
Метод заключается в массовом установлении связей с другими пользователями социальной сети с целью получить ответную реакцию. Чаще всего такая реакция ожидается в виде ответной подписки, иногда — в переходе по ссылке, указанной в продвигаемом аккаунте, или в других действиях.

### Преимущества метода
1. Условная бесплатность. Вложений может потребовать только автоматизированная массовая подписка.
2. Таргетирование. Выбирая целевые аккаунты, интернет-маркетолог может определять потенциальный круг будущих подписчиков. Например, это могут быть подписчики конкурентов, тех или иных лидеров мнений, пабликов.
3. Скорость и простота запуска. Метод не требует специальных знаний и подготовки рекламных материалов.

### Недостатки метода
1. Опасность блокировок. Метод относится к числу "серых" способов продвижения: сама по себе механика не является запрещённой, но при регулярном нарушении установленных лимитов могут последовать санкции со стороны социальной сети.
2. Невозможность масштабирования. Наличие ограничений на количество подписок (как в единицу времени, так и суммарно на аккаунт) существенно ограничивает максимальный объем привлекаемой аудитории. После достижения лимита в максимальное количество собственных подписок (например, в Instagram), приходится запускать цикл массовых отписок.
3. Отсутствие таргетирования по демографии. В отличие от официальной таргетированной рекламы, метод массфолловинга в общем случае не позволяет отбирать целевые аккаунты по возрасту, полу и интересам.